# Fabrizio Lucchesi
Fabrizio Lucchesi (Empoli, 6 dicembre 1961) è un dirigente sportivo italiano.

## Biografia
Ha giocato a calcio a livello dilettantistico come libero e centrocampista. È laureato sia in Scienze Motorie che in Management dello Sport.
Dopo aver lavorato per tre anni per la FIGC, passa all'Empoli come coordinatore del settore giovanile; nella stagione 96/97 (culminata con la promozione in Serie A) è direttore generale degli azzurri. Mantiene il medesimo incarico alla Roma negli anni in cui la società giallorossa vince lo scudetto 2000-2001 e la successiva Supercoppa italiana. Il suo apporto fu peraltro determinante nell'operazione di cessione da Franco Sensi a Maurizio Zamparini delle quote maggioritarie del Palermo, di cui parimenti era stato dirigente. Sempre nell'ambito della collaborazione con Sensi, Lucchesi fece parte dell'organigramma del Nizza.
Nel 2003 viene assunto come direttore generale alla Fiorentina, appena fallita e ripartita dalla Serie C2 con il nome Florentia Viola: i viola vincono la Serie C2 2002-2003, poi vengono ripescati in Serie B e centrano la promozione in Serie A al primo tentativo nel 2003-2004. Successivamente collabora come consulente esterno per Cesena e Avellino. Nel 2009 diventa direttore generale del Pescara in Lega Pro Prima Divisione 2009-2010, rimanendovi per due anni, ottenendo prima la promozione in Serie B e poi la salvezza nel medesimo campionato.
Nel dicembre 2011 diventa direttore generale del Pisa in Lega Pro Prima Divisione 2011-2012. Sotto la sua direzione la società toscana sfiora per due anni consecutivi la serie B: nel 2013 perde la finale playoff contro il Latina, nel 2014 si ferma in semifinale playoff contro il Frosinone (che poi avrebbe ottenuto la promozione battendo in finale il Lecce). Durante la sua permanenza in nerazzurro si segnala per la scoperta e il lancio di molti giovani calciatori che negli anni successivi avrebbero poi militato nelle categorie superiori, tra i quali Gatto, Rizzo, Sepe, Goldaniga e Provedel. Termina il proprio rapporto con il club toscano nel giugno 2014, ma vi rientra già il 17 agosto 2015, quando rileva l'80% delle quote dei nerazzurri e diventa ufficialmente il nuovo presidente della società, prendendo il posto di Carlo Battini. Mantiene l'incarico di presidente fino al 19 gennaio 2016 quando, dopo l'ingresso in società della Terravision, la carica di presidente passa a Fabio Petroni; Lucchesi resta comunque nel CdA ed è nominato direttore generale. Al termine della stagione il club toscano ottiene la promozione in serie B. Conclude definitivamente la propria esperienza pisana il 23 dicembre 2016, al momento della cessione della società a Giuseppe Corrado.
Il 19 gennaio 2017 assume l'incarico di responsabile dell'area tecnica del Latina; un anno dopo, nel giugno 2018, ricopre brevemente il ruolo di direttore generale della Lucchese.
Il 3 maggio 2019 viene nominato direttore generale del Palermo, a seguito del riassetto societario della squadra rosanero dopo la cessione del pacchetto azionario alla Sporting Network (controllata principalmente dalla Arkus Network); per lui si tratta di un ritorno dopo quasi 17 anni. L'U.S. Città di Palermo tuttavia, dopo il suddetto passaggio di proprietà, entra in difficoltà finanziarie che si risolvono nella mancata iscrizione alla Serie B 2019-2020, con successivo fallimento e ripartenza con una newco dalla Serie D.
Il 12 luglio 2021 diventa direttore generale e sportivo del Monterosi Tuscia, alla prima stagione tra i professionisti: la squadra si piazza all’ottavo posto in classifica e si qualifica ai play-off. Nel 2023, poco dopo aver accompagnato il club al cambio di proprietà (col passaggio da Luciano Capponi a Mauro Fusano, che successivamente trasferirà la società a Guidonia Montecelio), viene sollevato dall'incarico.
Il 7 agosto 2024 è nominato direttore generale del Taranto, sempre in Serie C. Il 18 ottobre 2024 termina il suo mandato che era finalizzato ad un'ottimizzazione dei costi per permettere la vendita del club entro fine ottobre.
Il 20 maggio 2025 torna al Guidonia Montecelio, riassumendo la carica di direttore generale.